# Saison 5 de The Handmaid's Tale : La Servante écarlate
 (juin 2024).
Si vous disposez d'ouvrages ou d'articles de référence ou si vous connaissez des sites web de qualité traitant du thème abordé ici, merci de compléter l'article en donnant les références utiles à sa vérifiabilité et en les liant à la section « Notes et références ».
Chronologie
Saison 4 Saison 6
Cet article présente le guide des épisodes de la cinquième saison de la série télévisée américaine The Handmaid's Tale : La Servante écarlate.

## Synopsis
Réfugiée et souffrant d'un trouble de stress post-traumatique, June poursuit ses plans pour retrouver sa fille Hannah tout en déjouant les projets de Gilead, alors que le Canada commence à sombrer à son tour.

## Distribution

### Acteurs principaux
- Elisabeth Moss (VF : Anne O'Dolan) : Defred / Dejoseph / June Osborne
- Yvonne Strahovski (VF : Marie Diot) : Serena Joy Waterford
- Alexis Bledel (VF : Noémie Orphelin) : Dejoseph / Emily
- Madeline Brewer (VF : Sandra Valentin) : Dehoward / Janine
- Samira Wiley (VF : Laura Zichy) : Moira
- Ann Dowd (VF : Anne Plumet) : Tante Lydia
- O. T. Fagbenle (VF : Namakan Koné) : Luke Bankole
- Max Minghella (VF : Benjamin Gasquet) : Nick Blaine
- Amanda Brugel (VF : Valérie Decobert) : Rita
- Bradley Whitford (VF : Nicolas Marié) : Commandant Joseph Lawrence
- Sam Jaeger (VF : Alexis Victor) : Mark Tuello
- Stephen Kunken : Commandant Warren Putnam

### Acteurs récurrents
- Nina Kiri (en) (VF : Flora Kaprielian) : Alma
- Bahia Watson (en) : Brianna
- Mckenna Grace : Esther Keyes
- Zawe Ashton : Oona
- Reed Birney : le loyaliste de Guiléad
- Carey Cox : Rose Blaine, la femme de Nick.

### Invités
- Joseph Fiennes (VF : Sylvain Agaësse) : le commandant Fred Waterford
- Ever Carradine (VF : Marie Chevalot) : Naomi Putnam
- Jordana Blake (VF : Clara Soares) : Hannah Osborne
- Kristen Gutoskie : Beth (Martha)
- Sugenja Sri : Sienna (Martha)

## Épisodes

### Épisode 1:Matin
- États-Unis : 14 septembre 2022 sur Hulu
- France : 15 septembre 2022 sur OCS

Après le meurtre de Fred, June avoue à Luke et Moira son implication et se rend dans un restaurant où se trouvent plusieurs de ses camarades ex-servantes qui l'ont aidée, dont Danielle, Tyler et Vicky. Plus tard, elles condamnent June pour ne pas vouloir les aider à traquer les personnes qui les ont maltraités à Gilead, la traitant de lâche.
Après avoir remarqué qu'Emily a disparu, June se rend chez elle où sa femme Sylvia dit à June qu'Emily est retournée à Gilead pour se battre. June tombe en panne et est arrêtée par la police où, malgré les protestations de Luke, elle avoue avoir assassiné Fred et est emmenée. Comme le meurtre a eu lieu dans le no man's land, June n'est pas inculpée et elle est libérée, mais est condamnée à une amende de 88 $ pour avoir envoyé le doigt de Fred au centre de détention de la CPI. 

### Épisode 2:Ballet
- États-Unis : 14 septembre 2022 sur Hulu
- France : 15 septembre 2022 sur OCS

Serena retourne à Gilead pour les funérailles de Fred, qui devraient être discrètes et expéditives. Elle fait pression sur le commandant Lawrence pour qu'il en fasse un événement important pour le pays afin de montrer au monde comment Gilead honore ses dirigeants. Fred est inhumé lors d'un enterrement avec une couverture internationale. 
Luke et June assistent à un ballet, en quittant le théâtre, ils voient Hannah bien en évidence sur les écrans publicitaires de la ville, présentant Serena avec des fleurs. 

### Épisode 3:Frontière
- États-Unis : 21 septembre 2022 sur Hulu
- France : 22 septembre 2022 sur OCS

Tante Lydia est désemparée et prie pour le rétablissement de Janine, promettant à Dieu qu'elle sera plus compatissante envers les servantes si elle se rétablit. Janine sort de son coma et est capable de marcher après avoir bénéficié de soins spécifiques. Lydia condamne Esther pour la tentative de suicide et de meurtre mais Janine ne le fait pas. Elle dit enfin la vérité à Lydia; les femmes emprisonnées par Lydia la détestent.
June organise un appel téléphonique et Nick l'informe qu'il est maintenant marié. Nick lui dit que la robe couleur prune portée par Hannah aux funérailles de Fred Waterford signifie qu'Hannah est maintenant en âge de fréquenter une école de "femmes", et qu'Hannah pourrait bientôt se marier. 

### Épisode 4:Chère Defred
- États-Unis : 28 septembre 2022 sur Hulu
- France : 29 septembre 2022 sur OCS

Un partisan des Fils de Jacob voit June dans un parc et les deux s'invectivent, June bousculera la femme venue l'importuner.
Serena est libérée de sa captivité par le gouvernement des États-Unis en exil; elle commence ses efforts pour ériger un centre culturel Gilead à Toronto. 

### Épisode 5:Conte de fées
- États-Unis : 5 octobre 2022 sur Hulu
- France : 6 octobre 2022 sur OCS

June et Luke se lancent dans une dangereuse quête dans le No Man's Land pour rencontrer un Gardien de Gilead qui a des informations sur l'école des épouses qu'Hannah fréquente. Ils rencontrent le Gardien et passent la nuit à boire et à écouter de la musique avec lui dans le bowling abandonné où il passe ses journées lorsqu'il ne patrouille pas, le Gardien leur remet alors une clé USB avec des informations à propos d'Hannah. 
La nuit, ils tentent de prendre un raccourci vers le Canada, mais le gardien marche sur une mine, alertant des soldats de leur présence. Luke et June courent vers la frontière, mais sont appréhendés par des hommes armés.
Pendant ce temps, Serena fait la connaissance de ses nouveaux hôtes, les Wheelers, qui semblent un peu trop intéressés par sa grossesse. 

### Épisode 6:Ensemble
- États-Unis : 12 octobre 2022 sur Hulu
- France : 13 octobre 2022 sur OCS

Serena Joy rencontre son gynécologue, le docteur Alan Landers qui lui propose un dîner chez lui et souhaite se rapprocher d'elle, plus tard elle discutera de cet échange avec Alanis Wheeler, la maitresse de maison, celle-ci pense que Serena devrait accepter son invitation et ne peut rester célibataire avec un enfant à naître, Serena sera congédiée dans sa chambre.
À Gilead, Tante Lydia apprend que Esther Keyes est enceinte de trois semaines et la retrouve attachée dans son lit d'hôpital, Esther lui confie qu'elle a été violée par le commandant Warren Putnam.
Tante Lydia cherche le soutien du commandant Joseph Lawrence afin de faire condamner Putnam pour ce viol, ce dernier ne pense pas que cela mérite sanction mais a l'intention d'y réfléchir. 
Le commandant Putnam est finalement arrêté après s'être opposé aux projets politiques de Joseph Lawrence et il est condamné pour le viol de sa servante, il sera abattu d'une balle dans la tête par le commandant Nick Blaine.
Luke et June Osborne sont retenus captifs par des hommes travaillant pour le commandant Wheeler dans le "No Man's Land". Le commandant Wheeler informe Serena de la nouvelle et lui dit que son homme de main Ezra Shaw ira exécuter June, Serena argumente et parvient à convaincre le commandant Wheeler de la laisser l'accompagner afin d'assister à la mort de June qui a tué son mari.
Luke et June sont séparés, Luke doit être renvoyé à la frontière canadienne et June est transporté captive dans un bus jusqu'à un point de rencontre avec Ezra. 

### Épisode 7:No Man's Land
- États-Unis : 19 octobre 2022 sur Hulu
- France : 20 octobre 2022 sur OCS

Serena contraint June avec son arme de la conduire dans le No Man's Land, en même temps, ses contractions s'intensifient. À la suite d'un accident, June et Serena se mettent à l'abri dans une cabane mais elles se disputent.
La voiture est embourbée mais June parvient à la sortir du fossé et à reprendre le volant, elle décide cependant de revenir à la cabane pour aider Serena à accoucher. 
Serena confie à June que la famille Wheeler la recherche, et qu'elle doit se mettre à l'abri car elle se sent comme leur servante, elle demande à June de prendre son enfant et de l'élever mais June refuse et convainc Serena de se battre avant de la mener à l'hôpital au Canada.
June retrouve Luke qui a été relâché à la frontière et lui apprend que Tuello recherche des informations à propos de leur fille. 

### Episode 8:Mère Patrie
- États-Unis : 26 octobre 2022 sur Hulu
- France : 27 octobre 2022 sur OCS

June a retrouvé son foyer mais de nombreux manifestants Canadiens anti migrants s'opposent à la présence d'Americains sur le sol Canadien, les invitant à rentrer à Gilead, la tension semble monter entre les réfugiés de Gilead et des citoyens Canadiens.
Le commandant Joseph Lawrence présente son projet de la nouvelle Bethléem, il souhaite que des Américains puissent revenir dans une région de Gilead avec des lois plus souples afin que le pays ait de meilleures relations avec ses voisins et limiter les tentatives de fuite de Gilead, son projet est validé par d'autres commandants. 
Serena Joy est en prison et rencontre Mme Wheeler qui s'occupe de son fils Noé en attendant sa sortie de prison, les deux femmes se disputent sur la façon d'élever le nouveau-né. 
Lawrence est en visite diplomatique au Canada et informe June qu'elle peut aller vivre à la nouvelle Bethléem et qu'elle pourra voir sa fille, elle réfléchit à cette idée mais Luke y est fermement opposé.
Lawrence rencontre par la suite Serena et lui informe que la garde légale de Noé a été confié au Wheeler, il lui propose de vivre chez eux afin de pouvoir allaiter l'enfant. Serena refuse car elle craint d'être traitée comme une servante. 
Tuello informe June et Luke qu'une attaque se prépare contre Gilead, il demande à June de ne pas faire confiance à Lawrence et de rester au Canada car elle est le symbole de la résistance.
Serena reçoit la visite de June en prison, elle lui demande de l'aide pour récupérer son fils Noé et afin d'obtenir l'asile, mais June lui répond qu'elle n'est pas son amie et qu'elle ne souhaite pas l'aider. 
June reçoit une vidéo de sa fille sur un CD laissé devant sa porte, elle est convaincue que sa fille Hannah a besoin d'elle et souhaite rejoindre Gilead. June décide de fournir les images au gouvernement Américain en exil et après analyse des images, Tuello informe June qu'ils ont retrouvé sa fille et qu'ils vont tenter de la récupérer.

### Episode 9:Allégeance
- États-Unis : 2 novembre 2022 sur Hulu
- France : 3 novembre 2022 sur OCS

Tuello présente à June et Luke la préparation de leur opération incluant trois avions militaires qui voleront à basse altitude. Plus tard June et Luke assistent en direct à l'attaque mais les 3 avions sont abattus car les informations communiquées n'étaient pas bonnes, l'armée américaine est alors tombée dans un piège. Le commandant Lawrence tente à nouveau de convaincre June de rejoindre la nouvelle Bethléem et lui demande de condamner l'attaque du gouvernement américain, June se montre réticente et l'informe que son ex-femme Eléonore était dégoûtée par Lawrence et qu'elle avait honte de ce qu'était devenu Gilead. Lawrence lui explique que sa fille Hannah ne reviendra jamais au Canada, June rentre alors dans une crise de colère et semble perdre la raison. 
Serena est en conflit avec Mme Wheeler et souhaite absolument être présente à l'inauguration du centre de fertilité avec son bébé, elle tente alors de convaincre M. Wheeler dans le dos de sa femme. Elle aura alors l'autorisation d'y aller mais sera giflée par Mme Wheeler qui lui interdit de se rapprocher de son mari. Bien qu'elle puisse participer à l'évènement elle en sera rapidement exclue, les Wheeler l'informe qu'elle ne sera pas la bienvenue le lendemain, Serena va alors s'enfuir pour sauver son bébé.
Tuello parle de son nouveau plan à June, il souhaite convaincre Nick de rejoindre leur cause et June pourrait l'aider. Nick rencontre alors June mais lui demande de rejoindre la nouvelle Bethléem, il l'informe que Gilead change et qu'il a désormais une famille. Ils se disent alors qu'ils s'aiment mais ne peuvent rester ensemble.
Lawrence, qui ne peut rester célibataire dans le système de Gilead, va épouser Mme Putnam désormais veuve afin qu'elle puisse s'installer chez lui dans une union mutuellement profitable.

### Épisode 10:Sécurité
- États-Unis : 9 novembre 2022 sur Hulu
- France : 10 novembre 2022 sur OCS

À Gilead, Lawrence et Nick discutent de la fusillade au Canada et du fait que June était présente, pendant ce temps Tante Lydia doit trouver une nouvelle affectation à Janine en tant que servante, elle convainc Mme Lawrence, anciennement Mme Putnam, de l'accepter comme servante.
Janine une fois informée est marquée par la nouvelle, elle ne souhaite pas de nouvelle affectation.
June apprend que le tireur a été arrêté. Alors qu'elle remarque que ses voisins, également réfugiés américains, déménagent, elle est renversée par un véhicule qui tente de l'écraser et roule sur son bras, Luke intervient et neutralise le conducteur. 
Nick Blaine vient rendre visite à June au Canada alors qu'elle est inconsciente à l'hôpital à la suite de son agression, il demande à Tuello de ne pas l'informer de sa visite. 
Janine s'installe dans sa nouvelle demeure chez les Lawrence, au même moment elle apprend que June a été renversée par une voiture, et qu'elle n'aura pas le droit de voir sa fille Angela les premiers mois. Elle va donc confier à Naomi Lawrence, qu'elle la déteste et qu'elles ne seront jamais amies. 
Luke et June décident de prendre un avion pour quitter le Canada après avoir appris la mort du conducteur ayant écrasé June car Luke sera accusé de son meurtre, mais Tuello les informe du danger et leur propose de prendre un train pour l'Ouest. June parvient à prendre le train avec sa fille Nicole mais est séparée de Luke qui est arrêté par la police. June rencontre Serena dans le train, qui elle aussi tente de prendre la fuite, les deux femmes vont devoir s'entendre pour survivre.
Durant ce temps à Gilead, Nick Blaine frappe le commandant Lawrence en l'accusant de la tentative de meurtre sur June et Janine est enlevée par des hommes et muselée.